# یوهان تیتیوس
یوهان دانیل تیتیوس (به آلمانی: (Johann Daniel Tietz(e)، و (به انگلیسی: Johann Daniel Titius)، زیسته (۲ ژانویه ۱۷۲۹ تا ۱۱ دسامبر ۱۷۹۶) یک اخترشناس آلمانی و استاد اهل ویتنبرگ آلمان بود. او در «Konitz» پادشاهی پروس متولد شد و در گدانسک به مدرسه رفت و دانش‌آموختهٔ دانشگاه لایپزیگ (۱۷۴۹–۱۷۵۲) بود. نام اصلی او «یوهان Tietz» بود، ولی همان‌گونه که در سدهٔ هجدهم رسم و متداول بود زمانی که او به مقام استادی دانشگاه رسید، نام خانوادگی خود را به لاتین «Titius» تغییر داد. یوهان دانیل تیتیوس در ویتنبرگ درگذشت.

## اخترشناسی
او بیشتر برای فرمول‌بندی قانون تیتیوس-بوده، و نیز برای استفاده از این قانون به منظور پیش‌بینی وجود یک جسم آسمانی در ۲٫۸ واحد نجومی از خورشید (منطقه‌ای بین سیارهٔ مریخ و مشتری) شناخته شده‌است. این در سال ۱۷۶۶ اتفاق افتاد، زمانی که او مشاهدات خود را در بارهٔ فواصل سیاره‌ای در یک ترجمهٔ آلمانی کتاب چارلز بونت، «در تفکر طبیعت» وارد کرد. پیشنهاد او در وجود جسمی، که لزوماً جسم کوچکی خواهد بود، بعدها توسط ادعای یوهان الرت بوده برای یک سیاره مانند بودن، و پس از آن، به عنوان سیارهٔ کوتولهٔ سرس شناسایی جایگزین شد.

## فیزیک

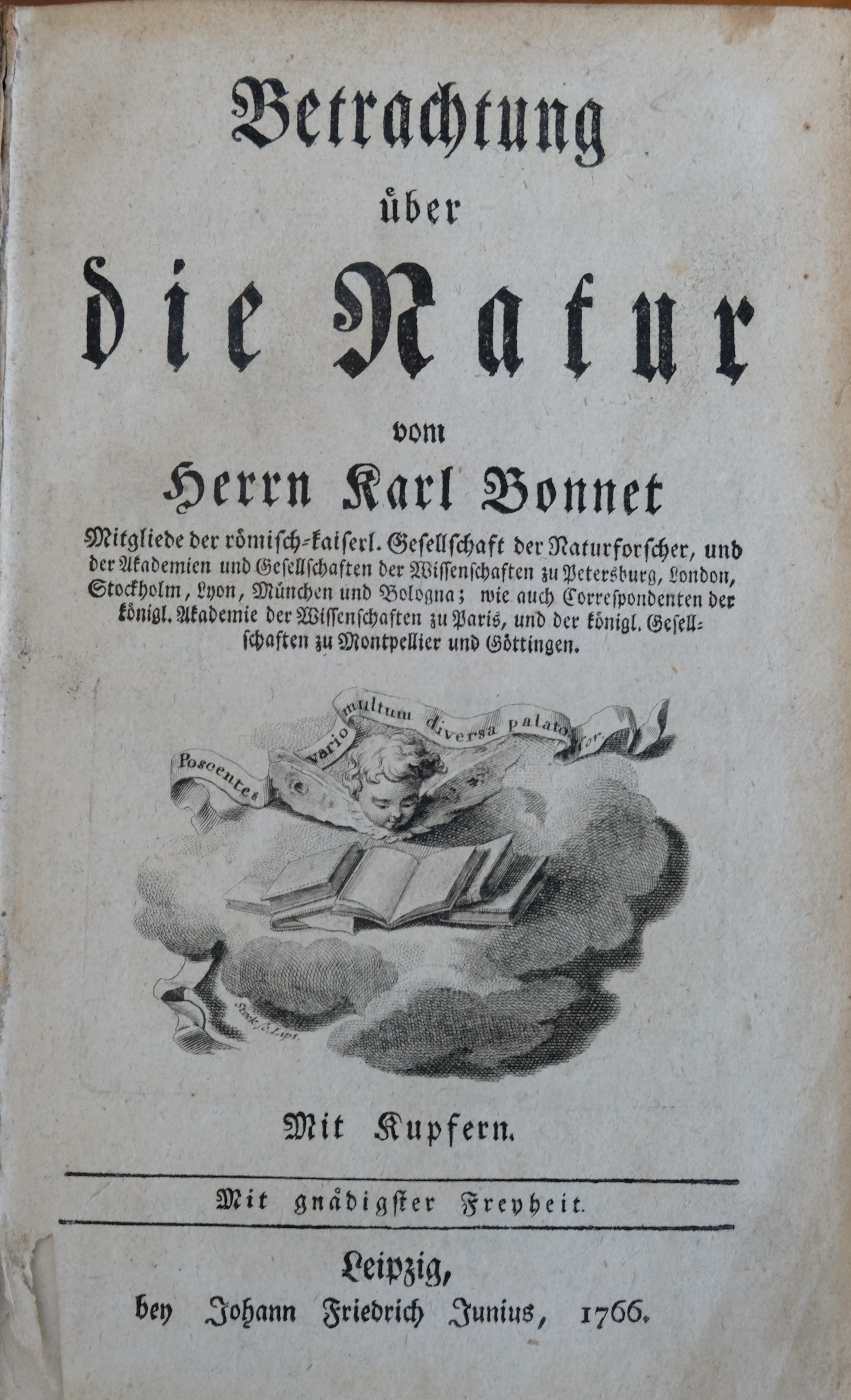
عنوان یکی از کتاب های نوشته شده توسط یوهان دانیل تیتیوس

تیتیوس نوشته‌های زیاد دیگری در فیزیک، مانند «مجموعه‌ای از شرایط و قوانین برای انجام آزمایش‌ها» منتشر کرد، نوشته‌های او به ویژه در بارهٔ دماسنج متمرکز بود.
در سال ۱۷۶۵ او یک همایش تحقیق و بررسی از دماسنج‌های ساخته و ارائه شده تا آن زمان را راه‌اندازی کرد. او مطالبی در مورد دماسنج فلزی که توسط هانس لوزر ساخته شده‌بود نوشت. در رساله‌های خود؛ در هر دو فیزیک نظری و تجربی، او یافته‌های دیگر از دانشمندان را گنجانیده از جمله «شرح انجام آزمایش‌ها» توسط گئورگ ولفگانگ کرافت که در ۱۷۳۸ نوشته شده‌است.

## زیست‌شناسی
تیتیوس به ویژه در طبقه‌بندی موجودات زنده و مواد معدنی و نیز در زیست‌شناسی فعال بود.